# Alfonso Nasarre Goicoechea
Alfonso Nasarre Goicoechea (Madrid, 23 de diciembre de 1958) es un periodista que fue director de RNE de 2013 a 2018. Formó parte de la Secretaría de Estado de Comunicación. Es hermano de Eugenio Nasarre. Es el director de Onda Madrid desde agosto de 2021.

## Biografía
Nacido el 23 de diciembre de 1958, casado, es periodista, licenciado en Ciencias de la Información por la Universidad Complutense de Madrid. Entre 1985 y 1997 desarrolló su labor profesional en los Servicios Informativos de la Cadena COPE, como redactor, cronista parlamentario, cronista político y Redactor-Jefe de la Sección de Política Nacional.
En enero de 1997 y durante el mandato de José María Aznar, se incorporó a la Secretaría de Estado de la Comunicación del Ministerio de la Presidencia como asesor ejecutivo. Llega de la mano del que en ese momento es portavoz del Gobierno, Miguel Ángel Rodríguez.
En 2000 fue nombrado director general de la Oficina de Seguimiento Informativo del Ministerio de la Presidencia por Pío Cabanillas.
En julio de 2002, cambia de cargo y se le nombra director general de Comunicación del Área Nacional, con Mariano Rajoy como vicepresidente primero del Gobierno y como portavoz del Gobierno. Alfonso Nasarre continuará en el cargo durante la breve portavocía de Eduardo Zaplana.
Con la derrota del PP en 2004, Alfonso Nasarre vuelve a la Cadena COPE como Director de Comunicación en el final del verano de este año. Posteriormente fue en la misma radio Director de Antena.
En julio de 2012, tras el nombramiento de Leopoldo González-Echenique como Presidente de RTVE, es nombrado Director de Comunicación y Relaciones Institucionales de RTVE. Desde junio de 2013 hasta julio de 2018 ostentó el cargo de Director de RNE.